# Усть-Качка (село)
Усть-Ка́чка — село в Пермском районе Пермского края, на левом берегу реки Кама в 30 км к западу от Перми. На территории села находится курорт «Усть-Качка».

## История
Село было основано в 1669 году выходцем из Елабуги «Федоткой Ефремовым сыном Серюховых». Первоначально селение было «починком» на речке Качка над рекой Камой, и было в нём 4 двора и 11 мужчин.
В 1869 году здесь была часовня, в конце XIX — начале XX века это уже село — здесь появились церковь, земская школа, медпункт, народная библиотека, связанная с именем замечательного педагога-просветителя В. М. Шулепова. Жизнь обычного советского села круто изменилась с 1935 года, когда здесь обнаружили источники сероводородной воды. Искали нефть, а нашли целебную воду. Так появился популярный бальнеологический курорт, здравница республиканского, а потом и федерального значения — «Усть-Качка». В 1980 году в селе стало 1183 хозяйства и около 5000 жителей.
Основные даты:
- 1906 г. в с. Усть-Качка появился первый лекарь.
- 1911 г . в с. Усть-Качка появился фельдшерский пункт.
- 1971 г . в с. Усть-Качка устанавливается АТС более совершенной системы на 500 номеров.
- 1981 г. приказом министра внутренних дел СССР за № 139 л/с добровольная дружина с. Усть-Качка награждена Почётной грамотой.
- 1981 г. открытие в с. Усть-Качка детской музыкальной школы.
- 1986 г. курорт Усть-Качка был награждён орденом «Знак почёта»
- 1991 в с. Усть-Качка начато строительство котельной на четыре водогрейных и два паровых котла.

## Население
| 2002 | 2010  | 2021  |
| ---- | ----- | ----- |
| 4093 | ↗4098 | ↘3737 |

## Экономика
Жизнь села неразрывно связана с деятельностью курорта «Усть-Качка». Организация выполняет градообразующую функцию и является основным работодателем для порядка 2000 местных жителей, которые трудятся в сфере санаторно-курортных услуг.
Часть сельских жителей заняты в сфере малого предпринимательства.

## Социальная сфера

### Здравоохранение
Сельская врачебная амбулатория, аптека, ЗАО «Курорт Усть-Качка» («Русь», «Малахит», «Европейский», «Уральский», «Кама», «Славяновский», «Прикамские Нивы», бальнеолечебница), МУЗ Детский ревматологический санаторий «Орлёнок».

### Образование
Учреждения народного образования представлены средней школой (в ней находится музей истории школы, созданный в феврале 1988 года), детско-юношеским центром дополнительного развития, детской музыкальной школой (открыта в ноябре 1982 года) и детсадом.
- Набережная Камы на территории курорта «Усть-Качка»
- Усть-Качкинская средняя школа
- Детская школа искусств (ул. Краснознамённая, 23в)
- Cельская врачебная амбулатория (Краснознамённая улица, 23Б)

## Достопримечательности
Храм Александра Невского с. Усть-Качка. Регистрация прихода прошла в декабре 1999 года, но его история начинается с 1893 года. И до настоящего времени деревянное здание храма Александра Невского стоит на ул. Камской, у самой набережной. В сквере перед входом установлен бюст Александру Невскому. В храме молятся и отдыхающие, приезжающие со всех уголков страны, и местные жители.
Дом культуры (известен своим акад. нар. хором, организованным в 1964 году), библиотека им. В. М. Шулепова (открыта в 1908 году). В августе 1986 года создан музей курорта «Усть-Качка».
Памятники В. И. Ленину, героям Гражданской войны, участникам Великой Отечественной войны (открыт в ноябре 1979 года), одному из организаторов курорта П. А. Ясницкому (1891—1968).

## Известные люди
В селе родился художник В. В. Юрпалов, здесь похоронен учёный-врач П. А. Ясницкий.